# Meta Seinemeyer
Meta Seinemeyer (n. Berlín; 5 de septiembre de 1895 - n. Dresde; 19 de agosto de 1929) fue una celebrada soprano lírica alemana.
Murió de leucemia a los 34 años y es recordada en la Ópera de Dresde donde cantó principalmente además de Berlín y Viena.
Cantó en el Metropolitan Opera de New York (1923) como Elisabeth (Tannhäuser) y Eva (Die Meistersinger von Nürnberg) y en el Teatro Colón de Buenos Aires (Der Freischütz) y en el Covent Garden como Elsa, Eva y Sieglinde en La Valquiria'.
En Alemania fue una importante exponente de Verdi como Aída, Elisabeth de Valois y Leonora. Cantó Maddalena y Tosca y en 1925 participó en el estreno mundial de la ópera Doktor Faustus de Ferruccio Busoni en Dresde.

## Discografía selecta
- The Art of Meta Seinemeyer
- Meta Seinemeyer Hamburger Archiv für Gesangskunst
- Meta Seinemeyer (Pearl GEMM CD 9082)
- Meta Seinemeyer (Preiser 89029)
- Meta Seinemeyer sings Puccini, Verdi, Giordano and Wagner (Hänssler Classic 94.511)